# اندیس گوروا
گوروا یک اندیس فلزی است که در حوالی شهر پشت بادام استان یزد قرار دارد و مادهٔ معدنی موجود در آن، مس است.سنگ میزبان این اندیس شیست است و دیرینگی آن به دوران پروتوزوئیک می‌رسد. در این اندیس، پاراژنز‌های پیریت، مالاکیت، کوولیت، لیمونیت، هماتیت، گوتیت، باریت یافت می‌شوند.